# 30 Vulpeculae
30 Vulpeculae, som är stjärnans Flamsteed-beteckning, är en dubbelstjärna belägen i den mellersta delen av stjärnbilden Räven. Den har en kombinerad skenbar magnitud på ca 4,91 och är svagt synlig för blotta ögat där ljusföroreningar ej förekommer. Baserat på parallax enligt Gaia Data Release 2 på ca 9,3 mas, beräknas den befinna sig på ett avstånd på ca 350 ljusår (ca 107 parsek) från solen. Den rör sig bort från solen med en heliocentrisk radialhastighet av ca 30 km/s. Stjärnan har en relativt stor egenrörelse och förflyttar sig över himlavalvet med en hastighet av 0,186 bågsekunder per år.

## Egenskaper
Primärstjärnan 30 Vulpeculae A är en orange till röd jättestjärna av spektralklass K1 III, som förbrukat förrådet av väte i dess kärna och utvecklats bort från huvudserien. Den har en massa som är ca 1,6 solmassor, en radie som är ca 22 solradier och utsänder ca 173 gånger mera energi än solen från dess fotosfär vid en effektiv temperatur på ca 4 500 K.
30 Vulpeculae är en enkelsidig spektroskopisk dubbelstjärna med en omloppsperiod på 6,86 år och en excentricitet på 0,38. Dess a sin i-värde är 149 ± 4  Gm (1,00 ± 0,03 AE), där a är en halv storaxel och i är banlutningen. Detta ger en nedre gräns på det sanna värdet på den halva storaxeln.